# Midgard

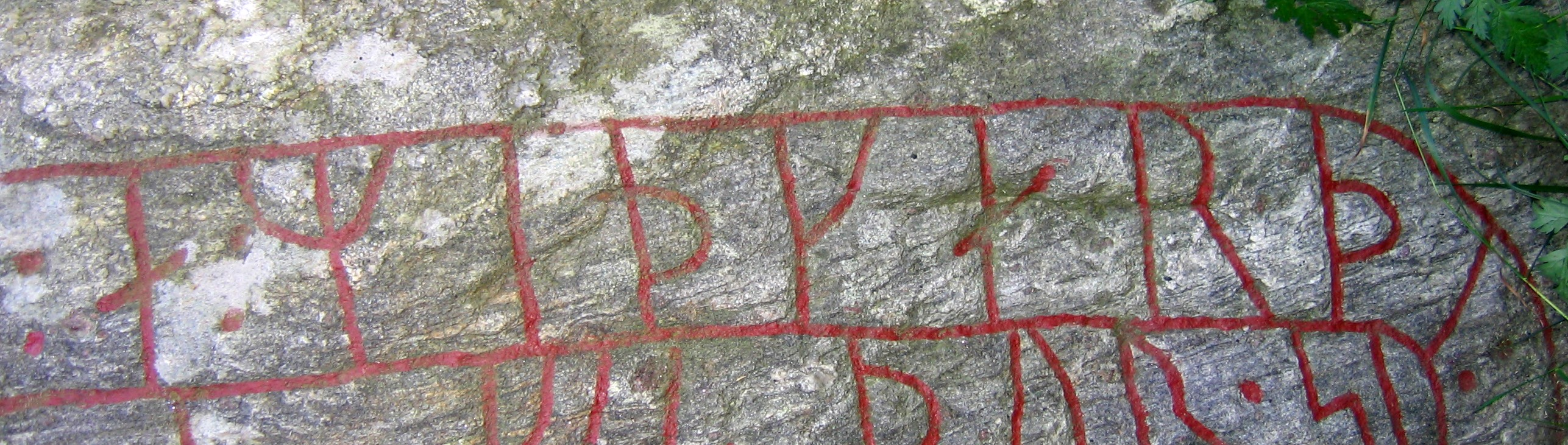
a:miþkarþi
à Miðgarði, “en Midgard”,
piedra rúnica Sö 56, en Södermanland, Suecia.

En la mitología nórdica, Midgard (en nórdico antiguo Miðgarðr) es el mundo de los hombres creado por los dioses Odín y sus hermanos, Vili y Ve tras el combate con el gigante primigenio Ymir. La etimología del nombre deriva de mið/mid ("medio, centro") y garðr/gard ("asentamiento, residencia rural"). El vocablo nórdico garð se relaciona a dos palabras escandinavas modernas: gård ("patio", "granja", "residencia rural aislada", cf. "yard" en inglés) y gärd ("corral", "campo cultivado rodeado por valla o cerco"). En ese sentido, Midgard es el nombre de la Tierra asentada por los hombres, un "asentamiento/residencia en el centro del mundo conocido", de allí el término común de "Tierra del Medio".
Tras la batalla, Odín y sus hermanos Vili y Ve tomaron el cadáver del gigante Ymir y lo llevaron al gran abismo para comenzar la creación de un mundo habitable. Así, con su piel crearon la tierra, con su sangre y sudor los océanos, con sus huesos las rocas y las montañas, con sus vellos la vegetación, con sus dientes los acantilados, donde también colocaron las cejas del gigante para hacer de frontera con el mar. Para concluir la obra los Dioses pensaron cerrar este mundo con la bóveda craneana del derrotado encargando a cuatro enanos su sujeción. Estos se llamaban Norðri, Suðri, Austri y Vestri y simbolizaban los cuatro puntos cardinales. Al colocar la bóveda del cielo con el cráneo del vencido, sus sesos se esparcieron por el aire dando lugar a las nubes.
Sin embargo, aún este nuevo territorio estaba oscuro, así que los dioses decidieron ir a Muspelheim para robar las centellas de la espada de Surtr. Con las dos más grandes crearon el Sol y la Luna y con el resto las estrellas. El Sol y la Luna fueron colocadas sobre dos carros que girarían sin parar sobre Midgard, turnándose en el firmamento para crear el día y la noche. Para mantener vivo el giro perpetuo de las carrozas hicieron que los lobos Sköll y Hati las persiguieran, tratando de alcanzarlas sin conseguirlo, salvo en ocasiones excepcionales, cuando se producen los eclipse. Los dos lobos simbolizaban la "repulsión" y el "odio" respectivamente. La carroza del Sol era tirada por el blanco corcel Skin, que con su trotar producía la brillante luz del día, mientras que el otro carruaje era tirado por Hrim, caballo negro que a su paso producía el rocío y las escarcha.
Una vez que los dioses contemplaron su obra, tan solo añadieron las estaciones de invierno y verano y pensaron que estaba lista para recibir a los primeros humanos.